# 巴特勒冰川
77°24′S 152°42′W / 77.400°S 152.700°W

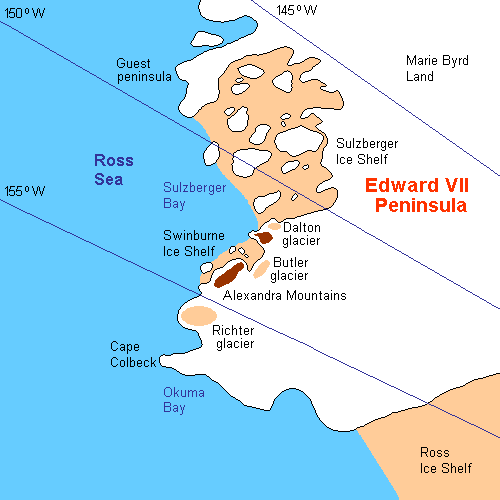

巴特勒冰川是南極洲的冰川，位於愛德華七世地北部，流經亞歷山德拉山脈，最終注入蘇茲貝格灣，以美國海軍的上尉命名。